# 16 Armia (ZSRR)

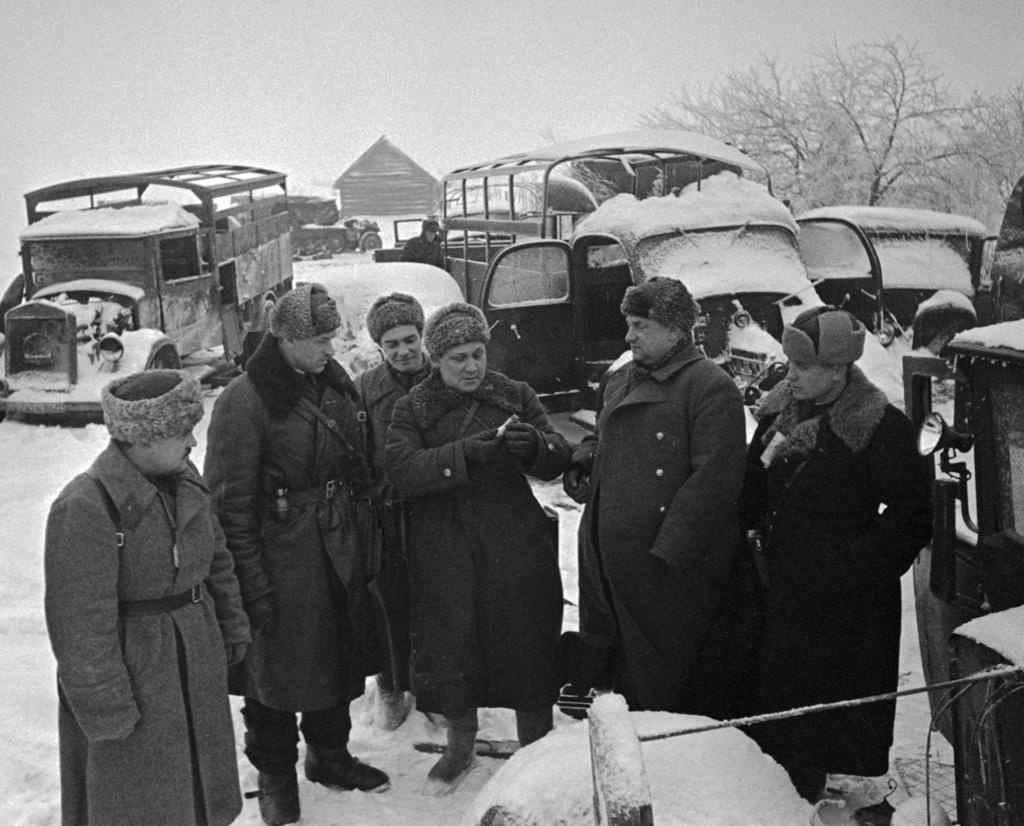
Dowódca 16 Armii Konstanty Rokossowski (drugi od lewej) oraz inni oficerowie oglądają zdobyty przez wojska radzieckie sprzęt niemiecki.

16 Armia (ros. 16-я армия) – związek operacyjny Armii Czerwonej z okresu II wojny światowej.

## Formowanie i walki
Armia sformowana w lipcu 1940 w Zabajkalskim Okręgu Wojskowym w Daurii. Jej skład wchodziły: 32 Korpus Strzelecki, 5 Korpus Zmechanizowany oraz 126 pułk artylerii korpuśnej i 112 samodzielny dywizjon przeciwlotniczy. W maju 1941 przerzucona została z Dalekiego Wschodu na Ukrainę. Pierwsze oddziały zostały załadowane do pociągów już 22 maja 1941, a całość Armii według planu miała znaleźć się na Ukrainie, w rejonie Berdyczowa i Szepietówki, w okresie od 17 czerwca do 10 lipca. Pierwsze oddziały Armii (109 Dywizja Zmotoryzowana) wyładowały się w Berdyczowie 18 czerwca 1941.
Po agresji III Rzeszy na ZSRR Armia została podporządkowana dowódcy Frontu Zachodniego. 26 czerwca 1941 rozpoczęła koncentrację w rejonie Orsza - Smoleńsk.  Pierwszą jej walką była bitwa pod Smoleńskiem.
Następnie 16 Armia uczestniczyła w następujących działaniach bojowych: bitwa pod Moskwą (1941/1942), operacja diemiańska (1942), operacja toropiecko-chołmska (1942).
Na podstawie dyrektywy Stawki z 16 kwietnia 1943 na bazie 16 Armii  powstała 11 Gwardyjska Armia.
We wrześniu 1943 roku powtórnie sformowana na Froncie Dalekowschodnim, początkowo zajmowała pozycję obronne na wybrzeżu cieśn. Tatarskiej, a w 1945 roku uczestniczył w wojnie radziecko-japońskiej, zajęła południowy Sachalin i uczestniczyła w Kurylskiej operacji desantowej. Po zakończeniu wojny w grudniu 1945 rozformowana w Dalekowschodnim OW.

## Dowódcy armii
- gen. lejtn. Michaił Łukin[2](22.06.1941 - 08.08.1941),
- gen. mjr Konstanty Rokossowski[3] (10.08.1941 - 11.09.1941),
- Nikołaj Kiriuchin (13.03 - 23.05.1942),
- gen. por. Iwan Bagramian (13.07.1942 - 10.05.1943)[4].
- gen. mjr / gen. lejtn. Leontij Czeremisow (08.09.1943 - grudzień 1945)

## Skład armii
Skład w październiku 1941 roku:
- 38 Dywizja Piechoty
- 108 Dywizja Piechoty
- 112 Dywizja Piechoty
- 214 Dywizja Piechoty
- 127 Brygada Pancerna